# 阿治曼 (城市)
阿治曼（阿拉伯语：‎，羅馬化：'Aǧmān）是阿拉伯联合酋长国成员国阿治曼酋长国的首府，位于波斯湾南岸。